# Новиков, Андрей Иосифович
Новиков Андрей Иосифович (17 октября 1877, Малоархангельский уезд, Орловская губерния — 1950, неизвестно) — советский партийный деятель, ответственный секретарь Винницкого окружного комитета КП(б)У. Кандидат в члены ЦК КП(б)У (1925—1927). Член Центральной контрольной комиссии КП(б)У (1927—1934).

## Биография
Родился 17 октября 1877 года (по другим данным 1880) в селе Зиновьево Малоархангельского уезда Орловской губернии (ныне в Орловской области) в крестьянской семье.
Окончил двухлетнюю сельскую школу. С 1892 года работал по найму и на заводах Донбасса.
С 1905 года — рабочий завода «Шодуар» в городе Екатеринославе. Член РСДРП(б) с 1905 года. В 1908 году был арестован, вскоре освобождён из заключения.
После Февральской революции 1917 года — член Екатеринославского совета рабочих и солдатских депутатов от рабочих завода, работал в Екатеринославской продовольственной управе. Один из руководителей Красной гвардии Екатеринослава, начальник отряда. Активно участвовал в Екатеринославском большевистском восстании в декабре 1917 года, член Екатеринославского губернского революционного комитета.
В 1918 году арестовывался гетманской стражей Украинского государства.
С 1918 года — в Красной армии. С 1919 года — уполномоченный Революционного военного совета в Высшем совете народного хозяйства (ВСНХ) в Москве.
В 1921—1923 годах — председатель Криворожского городского совета, секретарь Екатеринославского городского комитета КП(б)У.
В 1923—1924 годах — председатель Екатеринославского губернского совета народного хозяйства.
В 1924—1925 годах — заместитель председателя исполнительного комитета Подольского губернского совета. В 1925 году — и. о. ответственного секретаря Подольского губернского комитета КП(б)У.
В 1925—1927 годах — ответственный секретарь Винницкого окружного комитета КП(б)У.
С 1927 года — в аппарате Центральной контрольной комиссии КП(б)У — Народного комиссариата рабоче-крестьянской инспекции Украинской СРР: кандидат в члены Президиума ЦКК КП(б)У, заведующий центральным бюро жалоб ЦКК—РСИ УССР (1928—1931).
В 1932 году — январе 1934 года — председатель Луганской городской контрольной комиссии — Рабоче-крестьянской инспекции.
С 4 марта 1934 года — председатель Луганской городской плановой комиссии и 1-й заместитель председателя Луганского городского совета.
С 23 июля по август 1938 года — и. о. председателя Луганского городского совета, и. о. председателя исполнительного комитета Луганского городского совета.
Умер в 1950 году.